# Saletto
Saletto es una comuna (municipio) de la provincia de Padua en la italiana región de Véneto, situada a unos 70 km al suroeste de Venecia y unos 35 km al suroeste de Padua. A 31 de diciembre de 2009, tenía una población de 2752 habitantes. Su superficie es de 10,8 km ². Tiene su propia estación ferroviaria en la línea Mantova-Monselice.
Saletto tiene fronteras con los siguientes municipios: Megliadino San Fidenzio, Montagnana, Noventa Vicentina, Ospedaletto Euganeo, Poiana Maggiore, y Santa Margherita d'Adige.

## Evolución demográfica
| Gráfica de evolución demográfica de Saletto entre 1861 y 2001 |
|                                                               |
| Fuente ISTAT - elaboración gráfica de Wikipedia               |

## Personajes sobresalientes
- Rustico d'angelo, columnista.
- Michelino Denatale, actor.
- Leonardo Pascale, fotógrafo.